# Kenderes megállóhely
Kenderes megállóhely egy Jász-Nagykun-Szolnok vármegyei vasútállomás, Kenderes településen, a MÁV üzemeltetésében. A belterület északkeleti szélén helyezkedik el, közúti elérését a 3404-es útból kiágazó 34 304-es számú mellékút (települési nevén Vasút út) biztosítja.
A kenderesi Halasy–Horthy-kastély közelségének köszönhetően az állomás épületét neobarokk stílusban építették meg, sőt 1931-ben még külön kormányzói várótermet is létesítettek a többször erre járó Horthy Miklós számára. Ma műemléki védelem alatt áll.

## Vasútvonalak
Az állomást az alábbi vasútvonalak érintik:
- Kál-Kápolna–Kisújszállás-vasútvonal

## Kapcsolódó állomások
A vasútállomáshoz az alábbi állomások vannak a legközelebb:
- Bánhalma-Halastó megállóhely (Kál-Kápolna–Kisújszállás-vasútvonal)
- Kisújszállás vasútállomás (Kál-Kápolna–Kisújszállás-vasútvonal)

## Forgalom
| Járat        | Útvonal | Gyakoriság   |
| ------------ | --- | ------------ |
| személyvonat | Kál-Kápolna – Erdőtelek – Heves – Hevesvezekény – Tarnaszentmiklós – Kisköre – Kisköre-Tiszahíd – Abádszalók – Kunhegyes (– Előhát) – Kenderes – Kisújszállás | 2-5 óránként |